# Felipe Calderón
Felipe de Jesús Calderón Hinojosa (phát âm tiếng Tây Ban Nha: [feˈlipe kaldeˈɾon] ⓘ; sinh ngày 18 tháng 8 năm 1962) là tổng thống thứ 56 của México. Ông nhậm chức vào ngày 1 tháng 12 năm 2006, và giữ một nhiệm kì sáu năm cho đến năm 2012. Ông là một thành viên của Đảng Hành động Quốc gia (PAN), một trong ba chính đảng chính của México.
Trước khi trở thành tổng thống, Felipe Calderón đã nhận được hai bằng thạc sĩ và tiếp tục làm việc trong Đảng Hành động Quốc gia khi đảng này vẫn là một chính đảng đối lập quan trọng. Felipe Calderón giữ vai trò Chủ tịch Quốc gia của đảng, nghị sĩ liên bang, và Bộ trưởng Năng lượng trong nội các của Tổng thống Vicente Fox.
Ông phục vụ trong nội các của chính phủ tiền nhiện cho đến khi từ chức để chạy đua chức vụ Tổng thống và để đảm bảo sự chỉ định của đảng mình. Kết quả bầu cử chính thức của Viện Bầu cử Liên bang cho thấy Felipe Calderón giành được tổng số phiếu lớn nhất song điều này bị ứng cử viên Andrés Manuel López Obrador tranh cãi. Chiến thắng của Felipe Calderón đã được Tòa án Bầu cử Liên bang xác nhận vào ngày 5 tháng 9 năm 2006.

## Lý lịch
Felipe Calderón sinh ra tại Morelia, Michoacán. Ông là người nhỏ tuổi nhất trong số năm anh em trai, mẹ của ông là Carmen Hinojosa Calderón còn cha của ông là Luis Calderón Vega.
Cha ông là đồng sáng lập viên của Đảng Hành động Quốc gia và là một nhân vật chính trị quan trọng. Luis Calderón Vega đã nắm giữ các vị trí trong nhà nước và từng có một nghiệm kì là nghị sĩ liên bang. Luis Calderón Vega đã dành phần lớn cuộc của mình để cống hiến cho đảng và dành hầu hết thời gian rảnh để thúc đẩy sự phát triển của PAN. Felipe Calderón đã hoạt động trong các chiến dịch của cha ông. Là một câu bé, ông đã phân phát tờ rơi cho đảng, đi trên các xe chiến dịch của PAN và hô vang khẩu hiệu tại buổi tập hợp.
Sau khi lớn lên ở Morelia, Felipe Calderón chuyển đến Thành phố Mexico, nơi ông nhận bằng cử nhân luật từ Trường Luật Tự do (Escuela Libre de Derecho). Sau đó, ông nhận được bằng thạc sĩ kinh tế của Học viện Công nghệ Tự trị Mexico (Instituto Tecnológico Autónomo de México, ITAM) và bằng thạc sĩ hành chính công cộng vào năm 2000 của Trường Chính phủ John F. Kennedy thuộc Đại học Harvard.
Theo gương cha mình, ông gia nhập Đảng Hành động Quốc gia. Khi tham gia các hoạt động của Đảng, ông đã gặp phu nhân hiện tại của mình là Margarita Zavala, bà là một nghị sĩ liên bang trong quốc hội. Họ có ba người con là María, Luis Felipe và Juan Pablo. Calderon là tín đồ Công giáo La Mã.

## Sự nghiệp chính trị

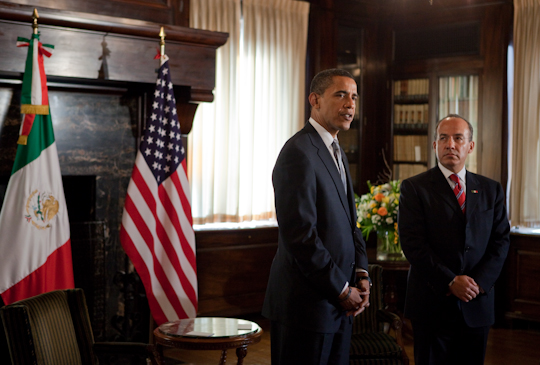
Tổng thống Barack Obama gặp Tổng thống Felipe Calderón

Vào những năm đầu đôi mươi, Felipe Calderón đã là chủ tịch phong trào thanh niên của Đảng Hành động Quốc gia.
Ông là một đại diện địa phương trong Hội đồng Lập pháp và trong hai dịp khác nhau là nghị sĩ của Hạ viện liên bang. Ông chạy đua chức thống đốc bang Michoacán vào năm 1995 và trở thành Chủ tịch Quốc gia của Đảng Hành động Quốc gia từ năm 1996 đến 1999. Trong suốt nhiệm kì của mình, đảng của ông duy trì quyền kiểm soát đối với 14 thủ phủ bang song cũng đối mặt với việc suy giảm sự hiện diện trong Hạ viện liên bang.
Ngay sau khi Vicente Fox nhậm chức tổng thống, Calderón đã được bổ nhiệm là giám đốc của Banobras, một ngân hàng phát triển thuộc sở hữu của nhà nước. Các đối thủ chính trị đã cáo buộc ông phạm tội lạm dụng tuy nhiên ông đã sử dụng các phương tiện khác để chính thức hóa giao dịch của mình.
Sau đó, ông tham gia nội các của tổng thống với vai trò Bộ trưởng Năng lượng, thay thế cho Ernesto Martens. Ông rời khỏi vị trí vào tháng 5 năm 2004 để phản đối những lời chỉ trích của Vicente Fox về tham vọng tổng thống của ông trong khi lại ủng hộ Santiago Creel.
Các thành viên trong Đảng Hành động Quốc gia đã lựa chọn ông làm ứng cử viên tổng thống của đảng trong ba cuộc bầu cử sơ bộ, ông đã đánh bại cựu Bộ trưởng Nội vụ được Tổng thống Vicente Fox ưu ái, và do đó việc ông trở thành ứng cử viên của đảng khiến nhiều nhà phân tích ngạc nhiên. Chiến dịch của Felipe Calderón đã lấy được đà sau cuộc tranh luận ứng cử viên tổng thống đầu tiên. Số liệu thăm dò sau đó đã cho thấy ông dẫn trước López Obrador từ tháng 3 đến tháng 5; một số cuộc thăm dò cuối cùng có kết quả là ông dẫn trước 9 điểm. Khuynh hướng có lợi cho ông đã bị ngăn lại sau cuộc tranh luận thứ hai khi Lopez Obrador quyết định bắt đầu tham gia tranh luận. Một số cuộc thăm dò cuối cùng trước ngày bỏ phiếu cho thấy số điểm dẫn trước đối thủ của ông đã bị thu hẹp, nhiều cuộc thăm dò cho thấy López Obrador dẫn trước.

## Tranh cãi hậu bầu cử

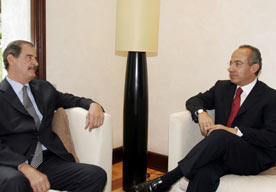
Felipe Calderón cùng với Vicente Fox Quesada

Ngày 2 tháng 7 năm 2006, tức ngày bầu cử, Viện Bầu cử Liên bang (IFE) đã công bố rằng cuộc ganh đua đã quá xít xao nên họ sẽ không công khai thăm dò cử tri ngay sau khi bỏ phiếu. Tuy nhiên, khi các kết quả sơ bộ của cơ sở dữ liệu không chính thức được làm sáng tỏ vào sáng hôm sau, Felipe Calderón đã dẫn trước 1,04%.
Viện Bầu cử Liên bang đã kêu gọi các ứng cử viên tránh tự tuyên bố mình là người chiến thắng, tổng thống đắc cử hay tổng thống, tuy nhiên cả hai ứng cử viên đều không tuân theo lời kêu gọi này. Đầu tiên, López Obrador tuyên bố rằng ông ta đã thắng cử, và ngay sau đó Calderón cũng tuyên bố như vậy, chỉ ra con số ban đầu do Viện Bầu cử Liên bang đã đưa ra.
Ngày 6 tháng 7 năm 2006, Viện Bầu cử Liên bang đã công bố chính thức kết quả cuộc bầu cử tổng thống, theo đó Calderón chỉ được hơn 0,58% số phiếu so với đối thủ gần nhất là ứng cử viên Andrés Manuel López Obrador của Đảng Cách mạng Dân chủ. Tuy nhiên, López Obrador và liên minh của ông đã cáo buộc bất thường trong một số điểm bỏ phiếu và yêu cầu kiểm phiếu lại trên toàn quốc. Cuối cùng, Tòa án Bầu cử Liên bang, trong một cuộc bỏ phiếu nhất trí, đã tuyên bố rằng việc kiểm phiếu lại như vậy là không có căn cứ và không khả thi và phán quyết chỉ kiểm phiếu lại ở những nơi được chứng minh là có bất thường, tức khoảng 9,07% trong tổng số 130.477 điểm bỏ phiếu.
Vào ngày 5 tháng 9 năm 2006, ngay cả khi Tòa án Bầu cử Liên bang đã thừa nhận sự tồn tại của một số điểm không đúng quy định trong cuộc bầu cử, sau khi hai thẩm phán đổi phiếu, Calderón đã được toàn án nhất trí tuyên bố là tổng thống đắc cử với số phiếu dẫn trước López Obrador là 233.831, hay 0,56% tổng số phiếu hợp lệ. Tòa án bầu cử kết luận rằng các bất thường nhỏ không có đủ bằng chứng, và chúng không đủ để làm mất hiệu lực của cuộc bầu cử. Phán quyết này là bắt buộc, cuối cùng và không thể được kháng cáo,.